# 14314 Tokigawa
14314 Tokigawa eller 1977 DQ3 är en asteroid i huvudbältet som upptäcktes den 18 februari 1977 av de båda japanska astronomerna Hiroki Kōsai och Kiichirō Furukawa vid Kiso-observatoriet i Japan. Den är uppkallad efter den japanska byn Tokigawa.
Asteroiden har en diameter på ungefär 9 kilometer och den tillhör asteroidgruppen Themis.